# Anna Zonová
Anna Zonová es una novelista checa nacida en Nižný Komárnik (Checoslovaquia) el 24 de abril de 1962.

## Biografía
Anna Zonová es de origen ruso y nació en el este de Eslovaquia, distrito de Svidník. Cursó estudios de ingeniería civil en la Universidad de Brno (República Checa). Comenzó escribiendo críticas de arte en varias revistas culturales, entre ellas Host y  Literární noviny.
Ha trabajado también como organizadora de exposiciones: desde 1994 ha venido presentando exposiciones de arte contemporáneo en la iglesia de Moravský Beroun. En la actualidad reside en la ciudad de Olomouc.

## Obra
Anna Zonová hizo su debut literario casi a los cuarenta años con su colección de cuentos Cervene botičky (2001), ambientada en la región de los Sudetes. Sobre esta obra, el académico Vladimír Novotný ha escrito que «El significado de estas concisas historias no radica solamente en la descripción de la atmósfera de una región casi olvidada. Sin dudar de su autenticidad, junto a la idiosincrasia de sus habitantes —a menudo personajes abocados a destinos trágicos o tragicómicos—, [Zonová] confiere a las escenas individuales un ambiente único, sin caer por ello en la literatura regional o regionalista».
Su siguiente obra, Za trest a za odměnu (en español «Como un castigo y recompensa», 2004) fue muy bien recibida por la crítica.
La narración presenta a cuatro personajes de diferentes generaciones, clase social y nacionalidad que ilustran la tragedia del siglo XX, desde la Segunda Guerra Mundial hasta nuestros días. La acción se desarrolla en los Sudetes moravos, describiendo Zonová con maestría las relaciones checo-germanas, también analizadas por otros autores checos como Radka Denemarková.
Boty a značky, novela de 2007, presenta el testimonio de un hombre decepecionado, cansado y abandonado. Con sus contantes flashbacks y asociaciones aleatorias, esta narración llena de soledad y equívocos exige toda la atención por parte del lector.
En su posterior Lorenz, zrady (2013), Zonová describe el ascenso y caída de un líder en una comunidad forestal indeterminada; el protagonista, que comienza como guerrillero para convertirse luego en líder, gradualmente es traicionado y abandonado por todos.
Considerada una novela experimental, Lorenz, zrady es también una alegoría cuya acción transcurre fuera de un espacio y tiempo definidos.
Su escritura, impregnada por los más pequeños detalles tanto en la forma como en el contenido, no lo cuenta todo, o al menos no lo hace de una forma sencilla y completamente comprensible.
Esta obra fue nominada para los premios Magnesia Litera y Josef Škvorecký, habiendo sido traducida al alemán.

## Obras
- Červené botičky (2001)
- Za trest a za odměnu (2004)
- Boty a značky (2007)
- Lorenz, zrady (2013)